# Jan Behrendt
Jan Behrendt (Ilmenau, 29 november 1967) is een voormalig Duits rodelaar. 
Behrendt vormde jarenlang een koppel met Stefan Krauße. Tijdens de Olympische Winterspelen 1988 in het Canadese Calgary wonnen Behrendt en Krauße de zilveren medaille in het dubbel achter landgenoten Jörg Hoffmann en Jochen Pietzsch.
In 1989 werden Krauße en Behrendt voor de eerste maalwereldkampioen op de baan van het West-Duitse Winterberg.
Van 1991 tot en met 1995 werden Behrendt en Krauße in de niet olympische jaren wereldkampioen in het dubbel en in de landenwedstrijd.
Tijdens de Olympische Winterspelen 1992 in het Franse Albertville wonnen Behrendt en Krauße de gouden medaille.
Van het seizoen 1990-1991 tot en met 1995-1996 eindigden Behrendt en Krauße steeds in de top drie van het wereldbekerklassement. Zij wonnen in totaal driemaal het eindklassement.
Tijdens de Olympische Winterspelen 1994 wonnen Behrendt en Krauße de bronzen medaille in het dubbel.
Krauße en Behrendt sloten hun carrière af met de gouden medaille tijdens de Olympische Winterspelen 1998 in het Japanse Nagano.

## Resultaten

### Wereldkampioenschappen
| Jaar | Plaats      | Resultaat                |
| ---- | ----------- | ------------------------ |
| 1989 | Winterberg  | dubbel · landenwedstrijd |
| 1991 | Winterberg  | dubbel · landenwedstrijd |
| 1993 | Calgary     | dubbel · landenwedstrijd |
| 1995 | Lillehammer | dubbel · landenwedstrijd |
| 1996 | Altenberg   | landenwedstrijd          |
| 1997 | Igls        | dubbel · landenwedstrijd |

### Olympische Winterspelen rodelen
| Jaar | Plaats      | Resultaat |
| ---- | ----------- | --------- |
| 1988 | Calgary     | dubbel    |
| 1992 | Albertville | dubbel    |
| 1994 | Lillehammer | dubbel    |
| 1998 | Nagano      | dubbel    |

### Wereldbekeroverwinningen
| #   | Datum      | Plaats       |
| --- | ---------- | ------------ |
| 1.  | 10-01-1988 | Altenberg    |
| 2.  | 17-01-1988 | Winterberg   |
| 3.  | 08-01-1989 | Oberhof      |
| 4.  | 15-01-1989 | Königssee    |
| 5.  | 28-01-1990 | Königssee    |
| 6.  | 25-11-1990 | Altenberg    |
| 7.  | 09-02-1991 | Sankt Moritz |
| 8.  | 31-01-1993 | Winterberg   |
| 9.  | 07-02-1993 | Lillehammer  |
| 10. | 02-12-1993 | Sigulda      |
| 11. | 05-12-1993 | Sigulda      |
| 12. | 12-12-1993 | Igls         |
| 13. | 19-12-1993 | Winterberg   |
| 14. | 26-11-1994 | Igls         |
| 15. | 27-11-1994 | Igls         |
| 16. | 17-12-1994 | Calgary      |
| 17. | 17-12-1994 | Calgary      |
| 18. | 15-01-1995 | Oberhof      |
| 19. | 22-01-1995 | Königssee    |
| 20. | 10-12-1995 | La Plagne    |
| 21. | 17-12-1995 | Winterberg   |
| 22. | 21-01-1996 | Königssee    |
| 23. | 11-02-1996 | Sankt Moritz |
| 24. | 17-02-1996 | Oberhof      |
| 25. | 02-02-1997 | Winterberg   |
| 26. | 06-12-1997 | Igls         |
| 27. | 18-01-1998 | Altenberg    |

1964: Josef Feistmantl / Manfred Stengl ·
1968: Klaus-Michael Bonsack / Thomas Köhler ·
1972: Paul Hildgartner / Walter Plaikner & Horst Hörnlein / Reinhard Bredow ·
1976: Hans Rinn / Norbert Hahn ·
1980: Hans Rinn / Norbert Hahn ·
1984: Hans Stanggassinger / Franz Wembacher ·
1988: Jörg Hoffmann / Jochen Pietzsch ·
1992: Stefan Krauße / Jan Behrendt ·
1994: Kurt Brugger / Wilfried Huber ·
1998: Stefan Krauße / Jan Behrendt ·
2002: Patric Leitner / Alexander Resch ·
2006: Andreas Linger / Wolfgang Linger ·
2010: Andreas Linger / Wolfgang Linger ·
2014: Tobias Wendl / Tobias Arlt ·
2018: Tobias Wendl / Tobias Arlt ·
2022: Tobias Wendl / Tobias Arlt